# Manufacture de tissage de laine Louis-Henri Delarue
La manufacture de tissage de laine Louis-Henri Delarue est une manufacture située dans la commune d'Elbeuf, en France.

## Localisation
L'édifice est situé à Elbeuf, commune du département français de la Seine-Maritime, 7 rue de la Halle et 20 rue Guynemer.

## Historique
L'entreprise débute à la fin du XVIIIe siècle et est visitée par Bonaparte en 1802,.
La société ferme au XIXe siècle.
L'édifice est inscrit au titre des monuments historiques le 27 avril 1976. Une nouvelle inscription concernant tous les éléments subsistants a lieu le 6 décembre 1993.

## Description
L'édifice est construit en pierre calcaire, brique et ardoise.